# Johannes Gungl
Johannes Gungl (* 13. Mai 1968 in Graz) ist seit Februar 2023 Chief Operation Officer (COO) bei der Alpen Glasfaser GmbH in Wien, einem Joint Venture von Magenta Telekom und dem französischen Finanzinvestor Meridiam. Das Unternehmen verlegt Glasfaser-Leitungen in Österreich.
Zudem fungiert Johannes Gungl seit März 2022 als Geschäftsführer der RLM Infrastruktur GmbH in Liezen, ein Joint Venture des Regionalmanagements Liezen (RML) und dem französischen Finanzinvestor Meridiam. Ziel des Unternehmens ist es, in allen 29 Gemeinden des Bezirks Liezen Glasfaser-Leitungen zu verlegen.

## Beruflicher Werdegang
Johannes Gungl  studierte Jus an der Karl-Franzens-Universität in Graz. Nach einem Post-Graduate für Europarecht in Schloss Hofen (Vorarlberg) arbeitete Gungl im Energiesektor, wechselte jedoch 1998 in die Telekommunikation, wo er für die österreichischen Tochtergesellschaften von internationalen Konzernen (Mannesmann/Vodafone/Western Wireless) als Leiter Recht & Regulierung tätig war. Zwischen 2006 und 2008 war Gungl General Counsel der Coca-Cola Hellenic Bottling Corporation Austria. Danach wechselte Gungl zur Orange Austria Telecommunication GmbH, der Tochter des französischen Telekomkonzerns France Telecom (heute: Orange) und der Mideuropa Partners, einem Investment Fonds, wo er als Bereichsleiter Recht/Regulierung und Human Resources arbeitete.
Nach dem Verstreichen der gesetzlichen „Cool-off“-Phase von einem Jahr wurde Gungl mit 1. Februar 2014 von der österreichischen Bundesministerin für Verkehr, Innovation und Technologie Doris Bures zum Geschäftsführer des Fachbereichs Telekommunikation und Post der RTR ernannt.
In seiner Funktion als Geschäftsführer des Fachbereichs Telekommunikation und Post der österreichischen Rundfunk & Telekom Regulierungs-GmbH (RTR) war Johannes Gungl der Vertreter Österreichs im Gremium der europäischen Regulierungsstellen für elektronische Kommunikation (GEREK, engl. BEREC – Body of European Regulators for Electronic Communications). Am 8. Dezember 2016 wurde Johannes Gungl zum Vizevorsitzenden des GEREK für das Jahr 2017 und zum Vorsitzenden des Gremiums europäischer Regulierungsstellen für elektronische Kommunikation (GEREK) für das Jahr 2018 gewählt. Johannes Gungl wurde am 1. Juli 2019 von Klaus M. Steinmaurer als Geschäftsführer des Fachbereichs Telekommunikation und Post der RTR abgelöst.

## Belege
1. ↑  IGF AUSTRIA: Johannes Gungl. IGF AUSTRIA, 2015, archiviert vom Original (nicht mehr online verfügbar) am 29. Januar 2019; abgerufen am 30. März 2017.  Info: Der Archivlink wurde automatisch eingesetzt und noch nicht geprüft. Bitte prüfe Original- und Archivlink gemäß Anleitung und entferne dann diesen Hinweis.
2. ↑  derstandard.at: Johannes Gungl wird neuer Telekom-Regulator. 5. Juni 2013, abgerufen am 30. März 2017.
3. ↑  RTR: BEREC und die RTR. Archiviert vom Original (nicht mehr online verfügbar) am 29. Dezember 2018; abgerufen am 30. März 2017.  Info: Der Archivlink wurde automatisch eingesetzt und noch nicht geprüft. Bitte prüfe Original- und Archivlink gemäß Anleitung und entferne dann diesen Hinweis.
4. ↑  BEREC: BEREC publishes Opinion on Draft Electronic Communications Code and appoints its Board for 2017. 13. Dezember 2016, abgerufen am 30. März 2017.
5. ↑  Bundesministerium für Verkehr, Innovation und Technologie: Leichtfried gratuliert Gungl zu BEREC-Vorsitz 2018. 9. Dezember 2016, archiviert vom Original (nicht mehr online verfügbar) am 6. April 2017; abgerufen am 30. März 2017.  Info: Der Archivlink wurde automatisch eingesetzt und noch nicht geprüft. Bitte prüfe Original- und Archivlink gemäß Anleitung und entferne dann diesen Hinweis.
6. ↑  Klaus M. Steinmaurer als RTR-Geschäftsführer für den Fachbereich Telekommunikation designiert. Abgerufen am 17. Januar 2019.

| Personendaten    | Personendaten                      |
| ---------------- | ---------------------------------- |
| NAME             | Gungl, Johannes                    |
| KURZBESCHREIBUNG | österreichischer Telekom-Regulator |
| GEBURTSDATUM     | 13. Mai 1968                       |
| GEBURTSORT       | Graz                               |